# アロークロス
アロークロスは、クロスワードパズルの亜種の一つである。　数字の代わりに矢印（アロー）で単語の入る場所を示すことからこの名前がついている。　英語では、"Arrowwords"、"Pointers"、 "Tipwords"、"Pencil Pointers" などと呼ばれる。

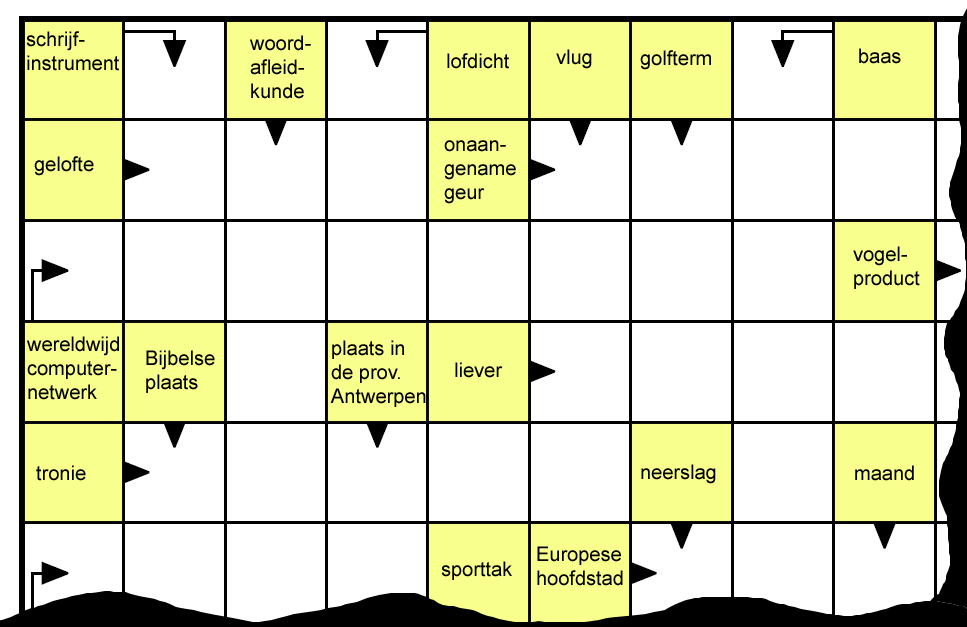

スウェーデンなどでは一般的なクロスワードの形式であり、日本でも最初は「北欧風クロス」などと呼ばれていた。
アメリカではGames誌に"Pencil Pointers"の名称で発表されている。

## 内容
アロークロスは、「ヒントから導かれる言葉をマスに入れる」という点でクロスワードパズルと同じである。大きな違いは、カギを外部に置かず盤上に配置する点にある。
ヒントは通常文字の入らないマス（普通のクロスワードにおける黒マス）の中に書かれ、そのマスから矢印で入れる場所と向きを指し示す。
また、外周や中央部などに複数のマスをつなげた大きさの空間をつくり、その中に目立たせたいヒントや画像つきのヒントを入れることもある。

## 長所と短所
アロークロスには、通常のクロスワードと比べて以下の長所と短所がある。
- 長所
  - カギが盤上にあるので単語が入る場所がわかりやすい
  - 大きい空間に画像などを使うことで、テーマを視覚的に訴えることができる。
- 短所
  - カギを書くスペースに制限があるので、短いわかりにくいカギがつくことがある。
  - カギを書くためにマスが大きくなるので限られた雑誌の紙面などでは大きくするのに限界がある。

短所も存在するが視覚による効果が大きく人気もあり、現在はこのパズル専門の雑誌も発売されている。